# Sha Tin (MTR)
Sha Tin (chiński: 沙田) – jedna ze stacji MTR, systemu szybkiej kolei w Hongkongu, na East Rail Line. Znajduje się w centrum Sha Tin.
Stacja wcześniej znajdowała się na głównej linii Kowloon–Canton Railway (KCR), ale od połączenia KCR z MTR, należy do East Rail Line.
Stacja została otwarta 1 października 1910.